# Anglès antic
|  | «anglosaxó» redirigeix aquí. Vegeu-ne altres significats a «Anglosaxons». |

L'anglès antic (anomenat també anglosaxó, Ænglisc, Anglisc, Englisc en la seva pròpia denominació) és una forma primerenca de l'anglès que es parlava en bona part del que avui és Anglaterra i el sud d'Escòcia entre els anys 425 i 1125 aproximadament. Era una llengua flexiva amb molta llibertat en la sintaxi, al contrari que l'anglès actual. Els escrits que han arribat fins als nostres dies representen sobretot el registre literari de l'anglosaxó. Pertany a la branca del germànic occidental, i està estretament emparentat amb el frisó antic i, d'una manera una mica més distant, amb el saxó antic, a més de presentar influències del nòrdic antic, a causa sobretot de la convivència —no sempre pacífica— en el que avui és la Gran Bretanya entre els angles, juts i saxons d'una banda i els noruecs i danesos de l'altra, durant molt de temps.

## Desenvolupament
Durant els aproximadament 700 anys compresos en aquest període, des de les migracions anglosaxones que van donar lloc al naixement d'Anglaterra en el segle v fins a un cert temps després de la conquesta normanda de 1066, quan va patir una transició molt important, l'idioma assimilà alguns aspectes d'aquells altres amb els quals havia entrat en contacte, com les llengües celtes i els dos dialectes del nòrdic antic parlats pels vikings, que dominaven grans extensions de terres al nord i est d'Anglaterra, conegudes com a Danelaw.

### Orígens germànics
El factor més important en la formació de l'anglès antic fou l'herència germànica en el vocabulari, sintaxi i morfologia, que compartia amb les llengües emparentades de l'Europa continental. Alguns d'aquests trets eren específics del germànic occidental, família lingüística a la qual pertany l'anglès antic, mentre que altres característiques es remunten al protogermànic, del qual descendeixen les llengües germàniques.
Igual que les altres llengües germàniques del període, l'anglès antic presenta una flexió nominal completa, amb cinc casos gramaticals (nominatiu, acusatiu, genitiu, datiu i restes poc freqüents de l'instrumental) i formes de dual per a referir-se a parelles (encara que només en els pronoms personals), a més del singular i plural. També diferencia entre gèneres, sense que hi hagi una relació necessària amb el sexe: per exemple, sēo sunne (el Sol) és femení, mentre que se mōna (la Lluna) és masculí (cf. alemany die Sonne i der Mond).

### Influència del llatí
Bona part de la població alfabetitzada (monjos, clergues, etc.) tenia coneixements de llatí, la lingua franca de l'erudició i de la diplomàcia a l'Europa de l'època. A vegades és possible donar una data aproximada per a l'entrada de paraules llatines en l'anglès antic basant-se en els canvis lingüístics que aquestes han experimentat. Prenent com a referència això, es reconeixen almenys tres períodes importants d'influència llatina. El primer va ocórrer abans que els saxons arribessin a l'illa de Gran Bretanya des del continent. El segon començà amb la conversió dels anglosaxons al cristianisme, amb la consegüent arribada de religiosos que parlaven i escrivien en llatí. El tercer període, en què es va produir la major influència amb diferència, es donà després de la invasió normanda de 1066 que portà a l'adopció d'un enorme nombre de paraules del francès normand, la majoria derivades del francès antic i, en última instància, del llatí, però amb un important grup de mots d'origen nòrdic.

### Influència del nòrdic antic

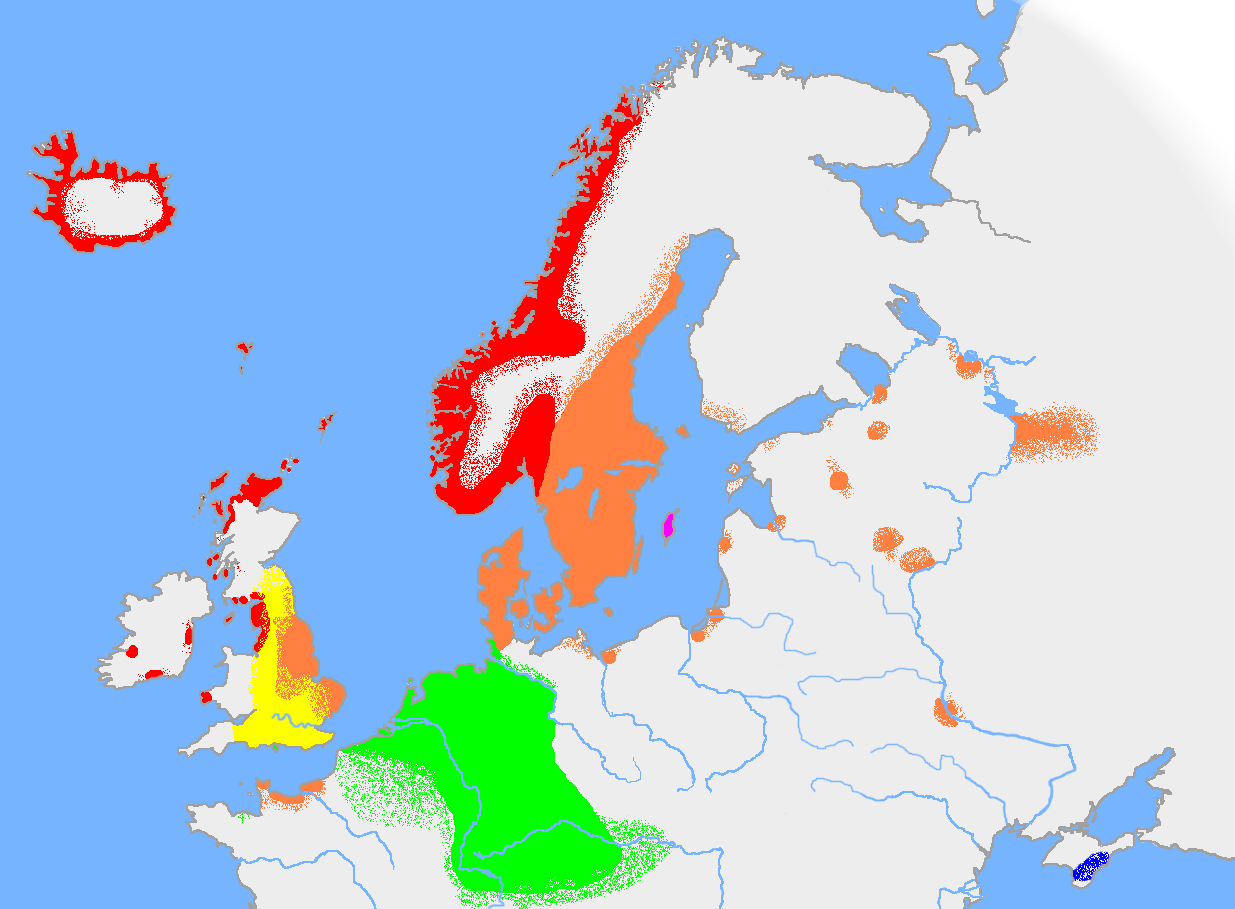
Extensió aproximada del nòrdic antic i de les llengües emparentades a principis del :
Dialecte nòrdic antic occidental
Dialecte nòrdic antic oriental
Dialecte gotlandès antic
Gòtic de Crimea
Anglès antic
Altres llengües germàniques amb què el nòrdic antic conservava un cert grau d'intel·ligibilitat

La segona font més important de manlleus en anglès antic van ser les llengües escandinaves introduïdes durant les invasions vikingues dels segles ix i x. A més de nombrosos topònims, es troben paraules del vocabulari bàsic i termes relacionats amb els aspectes administratius del Danelaw. Els vikings parlaven nòrdic antic, una llengua estretament emparentada amb l'anglès antic; aquesta proximitat portà a una barreja de dialectes que podria haver accelerat la pèrdua de les terminacions de cas en anglès antic. Una aparent confirmació d'aquesta teoria és el fet que la simplificació de les terminacions de cas es donà primer al nord i en últim lloc al sud-oest, la regió menys afectada per la influència vikinga. En qualsevol cas, la influència del nòrdic antic fou profunda i gràcies a ella tenim paraules tan bàsiques com sky ('cel'), leg ('cama'), el pronom they ('ells/elles'), la forma verbal are ('som'/'sou'/'són') i centenars d'exemples més.

### Influència celta
Tradicionalment, es diu que la influència de les llengües celtes en l'anglès ha estat reduïda, com indica el petit nombre de manlleus d'origen celta que han penetrat en la llengua, especialment en comparar-lo amb el nombre de manlleus llatins i escandinaus. No obstant això, s'han assenyalat alguns possibles trets celtes en la sintaxi en el període posterior a l'anglès antic.

### Dialectes
Igual que en anglès modern, en anglès antic hi havia una gran variació lingüística, de manera que especificar un únic sistema fonològic, per exemple, seria enganyós, ja que cada variant regional en tenia el seu. Hi ha també variació diacrònica, de manera que la llengua de Wessex a l'època d'Æthelwold de Winchester (saxó occidental tardà) presenta diferències considerables respecte a la llengua de la cort d'Alfred el Gran (saxó occidental primerenc). Tot i això, cal dir que el saxó occidental tardà no descendeix directament del saxó occidental primerenc.
Els quatre dialectes principals de l'anglès antic són el merci, el northumbri (coneguts de manera conjunta com a dialectes ànglics), el dialecte de Kent i el saxó occidental. Cadascun d'aquests dialectes s'associa a un regne independent. Tota Northúmbria i la major part de Mèrcia van caure en mans vikingues durant el segle ix, mentre que el Regne de Kent i la part de Mèrcia que pogué ser defensada dels atacs van ser absorbits pel Regne de Wessex.
Després del procés d'unificació dels diferents regnes anglosaxons, que va tenir lloc el 878 sota Alfred el Gran, es fa palès un marcat declivi de la importància dels dialectes regionals en la llengua escrita. La majoria dels documents que ens han arribat del període anglosaxó estan escrits en el dialecte de Wessex, el regne d'Alfred. És probable que la consolidació del poder fos acompanyada per una estandardització de la llengua del govern per fer més fàcil l'administració del regne, de manera que els documents es van redactar en el dialecte saxó occidental. Durant aquesta època, el rei Alfred reuní nombrosos escribes d'origen merci per posar per escrit molts textos.
A causa d'aquesta centralització del poder i a les invasions dels vikingues, gairebé no hi ha testimonis escrits que il·lustrin el desenvolupament de la resta de dialectes després de la unificació. L'anglès britànic estàndard modern o Received Pronunciation no és descendent directe del saxó occidental tardà, sinó d'algun dialecte merci, ja sigui oriental o sud-oriental.

## Ortografia

L'alfabet rúnic que s'emprava per escriure en anglès antic abans de la introducció de l'alfabet llatí

Al principi, l'anglès antic s'escrivia amb runes (futhorc), però passà a emprar la cal·ligrafia semiuncial de l'alfabet llatí, introduïda per missioners cristians irlandesos. Al seu torn, aquesta fou reemplaçada per la cal·ligrafia insular, una versió cursiva de l'escriptura semiuncial que s'emprà fins a finals del segle xii, quan fou substituïda per la minúscula carolíngia.
La lletra Ð (anomenada eth o edh en l'anglès modern i possiblement ðæt en l'anglès antic) és una modificació de la D, mentre que les lletres Þ (anomenada þorn, o sigui, thorn en l'anglès modern) i Ƿ (anomenada wynn) es van prendre del futhorc. Existia a més un símbol per a la conjunció and/ond, similar al número set (<⁊>, l'et tironiana), un altre per al pronom relatiu þæt, un þorn amb una barra transversal en l'asta ascendent (<>). De manera esporàdica es troben màcrons sobre les vocals per indicar que segueix una m o una n no escrita.
Convencions de les edicions modernes. Tradicionalment, les edicions modernes dels manuscrits originals en anglès antic introdueixen una sèrie de canvis, com l'ús de puntuació (en general, gairebé inexistent en els manuscrits) o la substitució dels símbols pels seus valors plens. S'empren les formes modernes <e, f, g, r, s> tot i que tenien una forma molt diferent en la cal·ligrafia insular; per exemple, la lletra insular que se substitueix per la <s> moderna era semblant a la S llarga cursiva. La G insular (<ᵹ>) se substitueix normalment per <g>, forma d'origen carolingi. A més, les edicions modernes sovint diferencien entre <c> i <g> velars i palatals mitjançant l'ús de punts diacrítics sobre les palatals: <ċ>, <ġ>. La lletra wynn sol reemplaçar-se per <w>. La <æ> trencada del dialecte de Kent se substitueix habitualment per <ę>. Les edicions modernes solen utilitzar màcrons per indicar vocals llargues etimològiques, tot i que per norma general no estan presents en els manuscrits originals.

## Comparació amb altres formes històriques de la llengua anglesa
Sovint, i erròniament, es fa servir la denominació anglès antic per a referir-se a qualsevol estat de la llengua anterior a l'anglès modern. No s'ha d'aplicar al primer anglès modern de l'època de Shakespeare i de la Bíblia del rei Jaume, ni a l'anglès mitjà, l'idioma de Chaucer. La cronologia que s'ofereix a continuació serveix per a posar la història de la llengua anglesa en context, però cal tenir en compte que les dates són només aproximades, ja que el canvi lingüístic és gradual i no pot marcar-se amb tanta claredat com els esdeveniments històrics:
450-1100 anglès antic (anglosaxó) - la llengua de Beowulf.
1100-1500 anglès mitjà - la llengua de Chaucer.
1500-1650 primer anglès modern (o anglès del Renaixement) - la llengua de Shakespeare.
1650-actualment anglès modern - la llengua tal com es parla en l'actualitat.

## Exemples

### El Pare Nostre
Aquest text del Pare Nostre es presenta en la forma estandarditzada del dialecte saxó occidental. S'inclou una versió en anglès modern (datada el 1928 i recollida en el Llibre d'oració comú) per facilitar-ne la comparació.
| Línia | Original                                                      | Anglès modern                                                               |
| ----- | ------------------------------------------------------------- | --------------------------------------------------------------------------- |
| [1]   | Fæder ure þu þe eart on heofonum,                             | Our Father, who art in heaven,                                              |
| [2]   | Si þin nama gehalgod.                                         | Hallowed be thy name.                                                       |
| [3]   | To becume þin rice,                                           | Thy kingdom (ric, cf. alemany Reich) come,                                  |
| [4]   | gewurþe ðin willa, on eorðan swa swa on heofonum.             | Thy will be done, on earth as it is in heaven.                              |
| [5]   | Urne gedæghwamlican hlaf syle us todæg,                       | Give us this day our daily bread,                                           |
| [6]   | and forgyf us ure gyltas, swa swa we forgyfað urum gyltendum. | and forgive us our trespasses, as we forgive those who trespass against us. |
| [7]   | And ne gelæd þu us on costnunge, ac alys us of yfele.         | And lead us not into temptation, but deliver us from evil.                  |
| [8]   | Soþlice.                                                      | Amen.                                                                       |

Nota: en l'anglès contemporani estàndard, les formes thy i art només es fan servir en poesia, en l'oració i en la Bíblia; les formes usuals són your i are.

### Carta de Canut
Aquest document és una proclamació del rei Canut el Gran al seu earl Thorkell l'Alt i al poble anglès escrita el 1020. En ser prosa, representa millor que l'exemple anterior l'estructura normal de l'anglès antic.
| Original | Anglès modern |
| --- | --- |
| Cnut cyning gret his arcebiscopas and his leod-biscopas and Þurcyl eorl and ealle his eorlas and ealne his þeodscype, twelfhynde and twyhynde, gehadode and læwede, on Englalande freondlice. | King Cnut greets his archbishops and his local bishops, and Earl Thorkell and all his earls, and all his people, whether men of a twelve hundred or a two hundred wergild, ecclesiastic and lay, in England, with friendship. |
| And ic cyðe eow, þæt ic wylle beon hold hlaford and unswicende to godes gerihtum and to rihtre woroldlage. | And I tell you that I will be a noble lord and an unflinching defender of God's right and of just worldly law. |
| Ic nam me to gemynde þa gewritu and þa word, þe se arcebiscop Lyfing me fram þam papan brohte of Rome, þæt ic scolde æghwær godes lof upp aræran and unriht alecgan and full frið wyrcean be ðære mihte, þe me god syllan wolde.                                                                                                 | I have recalled to my mind those letters and messages which Archbishop Lyfing brought me from the pope in Rome: that I should everywhere raise up God's praise and suppress wrong and establish absolute peace, by that power which it has pleased God to give me.                                                                                             |
| Nu ne wandode ic na minum sceattum, þa hwile þe eow unfrið on handa stod: nu ic mid godes fultume þæt totwæmde mid minum scattum. | Since I did not spare my pennies as long as hostility was ready at hand, I have now with God's support put an end to it with my pennies. |
| Þa cydde man me, þæt us mara hearm to fundode, þonne us wel licode: and þa for ic me sylf mid þam mannum þe me mid foron into Denmearcon, þe eow mæst hearm of com: and þæt hæbbe mid godes fultume forene forfangen, þæt eow næfre heonon forð þanon nan unfrið to ne cymð, þa hwile þe ge me rihtlice healdað and min lif byð. | Then I was warned that even greater danger was approaching us than we liked at all; then I went myself with those men who accompanied me to Denmark, from where the greatest harm had come to you, and with God's support I have taken measures so that never henceforth shall danger reach you from there as long as you honour me rightly and my life lasts. |

Traducció
Canut, rei, saluda els seus arquebisbes i els bisbes locals, i l'earl Thorkell i tots els seus comtes, i tot el seu poble, ja siguin persones de mil dos-cents o dos-cents wergilds, eclesiàstics i laics, a Anglaterra, amb amistat.
I jo us dic que seré un senyor noble i un defensor indestructible de la llei de Déu i de la llei simplement mundana.
He recordat en la meva ment les cartes i missatges que l'arquebisbe Lyfing em portà del papa de Roma: que alci a tot arreu la pregària de Déu i reprimeixi el mal i estableixi la pau absoluta, per aquest poder que Déu ha volgut donar-me.
Atès que no vaig estalviar els meus penics, sempre que l'hostilitat era a prop de la mà, no tinc ara, gràcies a Déu, posat un final als meus penics.
Llavors em van advertir que un perill encara més gran del que ens agrada en absolut se'ns acostava; llavors vaig anar jo mateix amb aquestes persones que m'acompanyaven a Dinamarca, des d'on el major dany havia vingut a vosaltres, i amb el suport de Déu he pres mesures perquè mai a partir d'ara el perill us pugui arribar des d'allà mentre m'honoreu com cal i la meva vida duri.

## En l'actualitat
Com altres llengües històriques, l'anglès antic ha estat emprat per acadèmics i entusiastes de períodes més moderns per a crear texts tot imitant la literatura anglosaxona o transportant-la a un context cultural diferent. Alguns exemples d'autors són Alistair Campbell o J. R. R. Tolkien. Algunes pàgines web han promogut un ús actiu de l'anglès antic; un exemple d'això és la versió de la Wikipedia en aquesta llengua.